# Honeymoon Fades
«Honeymoon Fades» es una canción de la cantante estadounidense Sabrina Carpenter. Se estrenó el 14 de febrero de 2020 como sencillo a través de Hollywood Records. Es el primer lanzamiento de Carpenter después de su cuarto álbum de estudio Singular: Act II en julio de 2019.

## Antecedentes y lanzamiento
En julio de 2019, Carpenter lanzó su cuarto álbum de estudio, Singular: Act II. En una entrevista para el álbum en junio de 2019 con Marie Claire, Carpenter reveló que ya había comenzado a trabajar en un quinto álbum de estudio. El 7 de febrero de 2020, Carpenter mencionó el lanzamiento de la canción publicando una imagen con emojis que representan "Desvanecimientos de luna de miel". Carpenter anunció el lanzamiento de la canción el 13 de febrero de 2020, llamándola su regalo de San Valentín para sus fanáticos. Se estrenó al día siguiente por Hollywood Records. La portada fue tomada por su hermana Sarah Carpenter. Sobre la pista, la cantante comentó: Mi canción más reciente, «Honeymoon Fades», es una carta de amor escrita directamente para mis fanáticos. Es un agradecimiento directo a todos los que me siguieron y se quedaron conmigo en mi viaje hasta ahora.

## Composición
Musicalmente, «Honeymoon Fades» es una canción de R&B con una producción atmosférica. Fue compuesta en la clave de Fa menor con un tempo de 115 latidos por minuto. Líricamente, se trata de soñar con una relación que nunca pierde su chispa.

## Recepción y crítica
Mike Nied de Idolator dijo que la canción es un "punto culminante en las listas de reproducción para el resto de las vacaciones del Día de San Valentín".

## Historial de lanzamiento
| País   | Fecha                 | Formato                     | Discográfica      | Ref    |
| ------ | --------------------- | --------------------------- | ----------------- | ------ |
| Varios | 14 de febrero de 2020 | Descarga digital, Streaming | Hollywood Records | [ 16 ] |